# Elizabeth Blackburn
Elizabeth Helen "Liz" Blackburn, född 26 november 1948 i Hobart, Tasmanien, är en australiskfödd amerikansk biolog verksam vid University of California, San Francisco (UCSF). Hon tilldelades 2009 Nobelpriset i fysiologi eller medicin tillsammans med Carol Greider (tidigare doktorand till Blackburn) och Jack Szostak för upptäckten av hur kromosomerna skyddas av telomerer och enzymet telomeras. 
Hon forskar kring telomerer, en struktur vid slutet av kromosomer som skyddar kromosomen. Blackburn var även med och upptäckte telomeras, ett enzym som förlänger telomerer.
Hon har även arbetat inom medicinsk etik och blev kontroversiellt avskedad från President's Council on Bioethics, som var en grupp forskare utsedda av George W. Bush för att vara rådgivare till hans administration inom bioetik.

## Arbete
Blackburn studerade vid University of Melbourne där hon avlade kandidatexamen (Bachelor of Science) 1970 och masterexamen (Master of Science) 1972. Hon tog därefter doktorsexamen vid University of Cambridge 1975, och bedrev postdoktoral forskning inom cell- och molekylärbiologi vid Yale University 1975-1977. 1978 anställdes hon vid University of California, Berkeley på institutionen för molekylär biologi. 1990 flyttade hon till institutionen för mikrobiologi och immunologi vid University of California, San Francisco (UCSF), där hon också ledde avdelningen mellan 1993 och 1999. Blackburn är för närvarande (2009) Morris Herzstein-professor inom biologi och fysiologi vid UCSF. Hon är även gästforskare vid Salk Institute for Biological Studies.

## Bioetik
Blackburn utsågs som medlem av President's Council on Bioethics 2001. Hon avskedades i februari 2004, möjligtvis beroende på hennes öppna kritik av Bush-administrationens åsikter som stamcellsforskning. Hennes avskedande ledde till protester från ett flertal forskare.

## Utmärkelser (i urval)
- Honorary Doctorate of Science från Harvard
- Australia Prize (1998)
- Gairdner Foundation International Award (1998)
- American Cancer Society Medal of Honor (2000)
- Albert Lasker Award for Basic Medical Research 2006, tillsammans med Greider och Szostak
- Nobelpriset i fysiologi eller medicin 2009, tillsammans med Greider och Szostak